# Ilfenesh Hadera
Ilfenesh Hadera (Nueva York; 1 de diciembre de 1985) es una actriz y modelo estadounidense de ascendencia etíope.

## Primeros años
Ilfenesh Hadera nació en Nueva York. Su padre, Asfaha Hadera, un refugiado etíope, fue una personalidad influyente en la lucha por los derechos de la población africana. Su madre, Kim Nichols, fue una acupunturista. Hadera se graduó de la Escuela Fiorello H. LaGuardia. 
Más adelante estudió en la Escuela de Artes de Harlem. Inicialmente tuvo que desempeñarse como mesera antes de lograr reconocimiento como actriz.

## Carrera
Hadera debutó en el cine en 2010 con una aparición en la película 1/20. También se le pudo ver en producciones como Da Brick, The Blacklist, Oldboy, Show Me a Hero, Chi-Raq, Chicago Fire, The Punisher y She's Gotta Have It. Interpretó el papel de Stephanie Holden en la película de 2017 Baywatch y de Kay Daniels en la serie de televisión Deception. Ha tenido un papel recurrente en la serie de Showtime Billions, como la secretaria de Bobby Axelrod, Deb Kawi.
En 2019 fue anunciada como protagonista de Godfather of Harlem, serie de televisión estrenada el 29 de septiembre en el canal Epix, donde comparte elenco con Forest Whitaker y Vincent D'Onofrio.

## Filmografía

### Cine
| Año  | Título         | Papel            | Notas |
| ---- | -------------- | ---------------- | ----- |
| 2010 | 1/20           | Hazel            |       |
| 2013 | Oldboy         | Judy             |       |
| 2015 | Chi-Raq        | Sra. McCloud     |       |
| 2017 | Baywatch       | Stephanie Holden |       |
| 2024 | The Bricklayer | TBA              |       |

### Televisión
| Año       | Título              | Papel                    | Notas        |
| --------- | ------------------- | ------------------------ | ------------ |
| 2011      | Da Brick            | Saalinge                 |              |
| 2013      | The Blacklist       | Jennifer Palmer          | 1 episodio   |
| 2015      | Show Me a Hero      | Carmen Febles            |              |
| 2015      | Chicago Fire        | Serena                   | 3 episodios  |
| 2016      | Difficult People    | Abby                     | 1 episodio   |
| 2016-2017 | Billions            | Deb Kawi                 | 20 episodios |
| 2016      | Conviction          | Naomi Golden             | 2 episodios  |
| 2017      | Master of None      | Lisa                     | 3 episodios  |
| 2017      | The Punisher        | Mistress                 | 1 episodio   |
| 2017-2019 | She's Gotta Have It | Opal Gilstrap            | 10 episodios |
| 2018      | Deception           | Kay Daniels              | 13 episodios |
| 2019      | Godfather of Harlem | Mayme Johnson            |              |
| 2022      | Blue Bloods         | Detective Angela Reddick | Season 12    |